# 馬凡舒
馬 凡舒（ば ぼんじょ、簡体字: 马 凡舒、繁体字: 馬 凡舒、拼音: Mă Fánshū、マー・ファンシュー、- 1993年11月6日 - ）は、中華人民共和国のアナウンサー。
2014年から中国中央電視台のCCTV-5で放送されるサッカー番組である「天下足球」の司会を務める。2018 FIFAワールドカップ時の特別番組の「豪門盛宴」への出演で注目を集めた。
2021年からは中央広播電視総台のアナウンサーも務めている。

## 経歴
1993年11月6日、黒竜江省ハルビン市で生まれる。2011年に高校を卒業した後、黒竜江省職業学院の経済管理学部に入学し、同年にテレビ番組『第一美差』の海南国際観光島イメージ大使選考会で第4位に入賞した。この後大学入試を再受験することを決意し、翌2012年に中国伝媒大学のアナウンサー芸術学部に入学した。成績は同大学受験者のうち全国9位、黒竜江省で1位であった。同年テンセント・スポーツと契約しNBA番組のアナウンサーを務める。
2014年4月には第5回大学生アナウンスコンテストで準優勝したことで第21回北京大学学生映画祭の司会者に選ばれた。同年11月24日にサッカー番組である『天下足球』が14周年を記念して刷新された際に司会者として初出演した。翌2015年には司会を務める『天下足球』に加えてAFCアジアカップに合わせた特番である『掌握亚洲杯』にも出演したほか、第6回中国大学生テレビフェスティバルの開会式の司会を行った。
2016年、2017年には二年連続でEスポーツの大会である「FIFA Online3」S3プロリーグオールスターゲームの放送を担当した。
2017年夏には台湾の女優である徐 洁儿のゴールドコーストマラソン参加に同行した。
2018年にはCCTVのロシアワールドカップ取材チームの一員として2018 FIFAワールドカップ時の特別番組に出演した。同年の中春節の特別番組『万家邀明月 一起盼中秋』に出演し、ニグメット・ラクマンや路 一鳴らとともに『相亲相爱』を歌った。
2019年にはCCTV-6の映画チャンネルにて放送される『佳片有約』の司会を担っていた。
2021年7月16日には中央広播電視総台のアナウンサーに選抜された。同年8月放送の『央young之夏』では番組内で結成された「氷皮月餅隊」というアナウンサーチームに加入した。10月にはファッションショー「中国時尚盛典」に参加したほか、11月には重陽の詩会に参加した。
2022年11月には2022年FIFAワールドカップの試合中継に参加するため取材チームとともにカタールを訪れた。
2024年6月には、多分野におけるAI応用の最新成果を発表するため、中央広播電視総台、中央サイバーセキュリティー・情報化委員会弁公室、広東省人民政府が共催した「2024中国・AI盛典」内では主にAIを用いて作成され、馬凡舒が主演を務めた動画作品である『花·境』が発表された。
同年に開催されたパリオリンピックではAI生成された馬凡舒がオリンピックにおける中国選手の活躍を報じる『AI奥運晨報』がCCTV-5で毎日配信された。

## 現在の出演番組
- 『天下足球』（CCTV-5体育、月曜日19:30～／2014年- ）[9]

世界のサッカーに関するイベントやニュースを放送している番組である。

## 過去の出演番組

### スポーツ番組
- 『NBA比賽日』（2012年）NBAの試合中継
- 『掌握亜洲杯』（2015年）サッカーアジアカップの特別番組
- 『六眼飛魚』（2018年）スポーツエンタメ番組
- 『文明観球』（2018年）サッカーの短編ビデオ
- 『豪門盛宴』（2018年）サッカーワールドカップの特別番組
- 『藍橋伝奇』（2019年）サッカーの短編ビデオ
- 『繁花』（2019年）女子サッカーワールドカップの特別番組
- 『足球盛宴』（2021年）UEFAヨーロッパリーグの特別番組
- 『栄誉殿堂』（2021年）東京オリンピックの特別番組
- 『夜活東京』（2021年）東京オリンピックの特別番組
- 『全運彙』（2021年）全国運動会の報道番組
- 『我愛世界杯』（2022年）サッカーワールドカップの特別番組
- 『冬奥中国年』（2022年）子供向け番組
- 『不一Young的卡塔爾』（2022年）サッカーワールドカップの特別番組
- 『不一Young的成都』（2023年）成都ユニバーシアードの特別番組

### その他の番組
- 『第一美差』（2011年）美人コンテスト、参加者として出演し4位に入賞した。
- 『原創精選』（2014年）Youkuのビデオエンターテイメント番組
- 『今日人物』（テンセント／2015年）トーク番組
- 『臥談会有趣』（2016年）大学生の討論番組
- 『高能評車団』（2018年）自動車のレビュー番組、ゲストとして参加
- 『一起説奥運』（2018年）司会者選抜番組
- 『一站到底』（JSBC／2018年）クイズ番組
- 『閲読・閲美第二季』（JSBC／2018年）文化番組
- 『開門大吉』（2019年）音楽パズル番組
- 『佳片有約』（2019年）外国映画を鑑賞する番組
- 『新春非遺之夜』（2024年）無形文化遺産を紹介する紹介番組
- 『非常6+1』（2019年、2020年）オーディション番組
- 『盛宴来了』（2021年）別番組「足球盛宴」の舞台裏映像
- 『冬日暖央young』（2021年）オーディション番組
- 『竜騰虎躍好運到』（2022年）春節カウントダウン番組
- 『今日影評』（2022年）映画評論番組
- 『UP青春』（2022年）青年節の特別番組
- 『這young的夏天——2022夏日歌会』（2022年）サマーコンサート番組
- 『SK极智少年强』（2022年）パズル大会
- 『央young球迷之夜』（2022年）ニューメディアライブ番組
- 『一馔千年第二季』（2023年）文化番組
- 『央young之夏』（2021年、2024年）バラエティ番組

### 晩会
- 『万家邀明月 一起盼中秋』（2018年）
- 『中俄芸術家大聯歓』（2018年）
- 『2022年中央広播電視総台春節聯歓晩会』（2022年）
- 『“郷聚中国年”之田園灯謎大会』（2022年）
- 『2022年中央広播電視総台元宵晩会』（2022年）
- 『奮斗的青春——2022年五四青年節特別節目』（2022年）
- 『2023年中央広播電視総台春節聯歓晩会』（2023年）
- 『中央広播電視総台第1届中国電視劇年度盛典』（2023年）
- 『2023年中央広播電視総台元宵晩会』（2023年）
- 『啓航2024——中央広播電視総台跨年晩会』（2023年）
- 『2024年中央広播電視総台春節聯歓晩会』（2024年）
- 『2024年中央広播電視総台元宵晩会』（2024年）

### ドキュメンタリー
- 『年画·画年第二季』（2022年）民俗ドキュメンタリー

### 出演ドラマ
- 『吉聚歓喜』（CMG／2023年）馬 凡舒ら6人のアナウンサーも出演した、旧正月が題材のドラマ。

### 音楽
- 『喔啦啦嘿』[10]（2023年）CCTVで放送されるアニメ『棉花糖和雲朵媽媽1宝貝芯計劃』[11]の主題歌に参加
- 『陪妳過大年』[12]（2023年）ドラマ『吉聚歓喜』のための楽曲に参加